# Karl Ferdinand Sohn
Karl Ferdinand Sohn (født 10. december 1805 i Berlin, død 25. november 1867) var en tysk maler. Han var far til Richard og Karl Rudolph Sohn samt onkel og svigerfader til Wilhelm Sohn.
Sohn fulgte 1826 med sin lærer Schadow til Düsseldorf. Efter en længere udenlandsrejse, bl.a. til Italien, blev han 1832 lærer ved Dusseldorf-Akademiet. Hans mangeårige virksomhed her (fra 1838 professor) satte sit præg på Düsseldorfskolen. Han var lyrisk romantiker, øste sit stof fra litterære kilder (Torquato Tasso, Goethe etc), malede med forkærlighed skønne kvinder og rådede over en teknik, der fra den tids standpunkt syntes fremragende ved farvernes bløde sammensmeltning og den fine karnationsbehandling. Det stærkt sentimentale og sødlige i hans kunst føltes af samtiden som et plus i værdi. Hans arbejder nød stort ry: De to Leonora'er (Raczynski-Samlingen), Hylas' Rov (et af Sohns første værker), Romeo og Julie, Loreley, Tasso og de to Leonora'er (Oslo-galleriet) etc. Mange kvindeportrætter. Hans blomstringstid falder i 1830'erne og 1840'erne.